# Chanson nouvelle de deux dames de la halle...
Chanson nouvelle de deux dames de la halle qui ont eu l'honneur de voir le Roi, la Reine, Monseigneur le Dauphin et toute la famille Royale, au château des Tuileries, en 1789 est une chanson écrite par Barré en 1789, au cours de la Révolution française.

## Interprète
- Francesca Solleville dans l'album Musique, citoyennes !, disque 33 tours de Francesca Solleville, sorti pour le bicentenaire de la Révolution en 1989. Distribution Carrere, production Chantons 89 WH. n°66586 CA 272.